# Paramount+
Paramount + (раніше CBS All Access) — стрімінговий відеосервіс OTT, який працює за передплатою і керований CBS. Надає доступ до нового і старого контенту CBS, а також прямих трансляцій основних телеканалів медіахолдингу при наявності такої можливості з боку місцевих партнерів.

## Історія
28 жовтня 2014 року CBS запустив CBS All Access, стрімінговий відеосервіс за технологією ОТТ із щомісячною абонентською платою в 5,99 долара (9,99 долара без реклами), що дозволяє користувачам дивитися минулі і нові епізоди телешоу CBS. Анонсований 16 жовтня (через добу після анонсу HBO аналогічного сервісу HBO Now), All Access став першим ОТТ сервісом від американських телевізійних мереж; до цього моменту CBS мало онлайн-трансляцію на CBS.com і мобільні додатки для смартфонів і планшетів. 7 квітня і 14 травня 2015 року CBS All Access стала доступною на пристроях Roku і Chromecast.
До того ж до трансляції повнометражних епізодів програм CBS, сервіс дає прямий ефір місцевих партнерів CBS (включаючи телеканали, що належать Tribune Broadcasting, Sinclair Broadcast Group, Hearst Television, Tegna Media, Nexstar Broadcasting Group, Media General, Meredith Corporation, Griffin Communications, Raycom Media, Weigel Broadcasting, Cox Media Group і CBS Television Stations), разом зі спортивними трансляціями SEC і НФЛ. Разом з тим, ряд спортивних трансляцій недоступна (серед них заходи PGA Tour і ряд телешоу).
1 грудня 2016 року телеканал повідомив про укладення угоди з НФЛ про початок трансляції її ігор на CBS All Access починаючи з тринадцятого тижня сезону 2016 року. Водночас трансляція ігор була доступна тільки абонентам Verizon Wireless як частина рекламної угоди даної компанії з лігою. У сезоні 2018 року строки даної угоди завершилися, зробивши доступ до трансляцій вільним для всіх пристроїв.
До лютого 2017 року CBS All Access мав майже 1,5 млн підписників.
У серпні 2017 року CBS повідомило про плани розширити присутність сервісу за кордонами США. Першим іноземним ринком стала Канада, незабаром з'явилися повідомлення про аналогічну долі для Австралії, де CBS купила бродкастера Network 10.
У вересні 2017 року з дебютом серіалу Зоряний шлях: Діскавері сервіс залучив рекордну кількість нових підписників за день, тиждень та місяць. Попередній рекорд був пов'язаний з трансляцією церемонії Греммі 2017 року.
Завдяки цьому на початку 2018 р. сервіс мав понад 2 млн підписників. Приплив нових користувачів крім вищевказаного серіалу привернула пряма трансляція 60-й церемонії Греммі.
У квітні 2018 року CBS All Access став вперше доступним за межами США, дебютувавши в Канаді.
У грудні 2018 сервіс запустився в Австралії під маркою 10 All Access.
4 березня 2021 року сервіс був перезапущений під новою назвою «Paramount +», в якості свого розширення.

## Програми
Власні проекти
2 листопада 2015 року було оголошено, що першим оригінальним серіалом CBS All Access стане «Зоряний шлях: Дискавері», сюжетно не пов'язаний з фільмом «Стартрек: за межами Всесвіту», який вийшов в 2016 році.
Прем'єрний показ серіалу «Хороша боротьба», спін-офф «Гарної дружини», відбувся на CBS 19 лютого 2017 року, дев'ять епізодів, які залишилися стали ексклюзивом для CBS All Access.
2 серпня 2016 року стало відомо про вихід восени на CBS All Access онлайн-версії реаліті телешоу «Великий брат», вперше для стрімінгових сервісів.
Синдиковані і архівні проекти
Останні епізоди програм CBS зазвичай доступні на CBS.com і Paramount + через добу після прем'єри. Сервіс також має каталоги більшості серіалів, що транслюються на CBS як зараз (за виключенням деяких випадків, на зразок Теорії Великого вибуху), так і в минулому, через програмну бібліотеку CBS Television Distribution (до них відносяться і проекти Paramount Television для CBS та інших телемереж, отримані в ході поділу CBS і Viacom).
Спортивні програми
У листопаді 2019 року CBS оголосила, що придбала права на Лігу чемпіонів УЄФА та Лігу Європи в європейському футболі, замінивши Turner Sports. Усі матчі транслюватимуться на CBS All Access, а вибрані — на інших платформах.
У березні 2020 року CBS та Національна жіноча футбольна ліга оголосили трирічну угоду про трансляцію ігор через основну мережу CBS, CBS Sports Network та CBS All Access.
У лютому 2021 року виконавчий директор Paramount + Джордж Чикс оголосив, що на додаток до НФЛ і УЄФА сервіс також буде транслювати понад 200 матчів КОНКАКАФ, починаючи з фіналу Ліги націй КОНКАКАФ в червні 2021 року. Дивізіон і 350 матчів бразильського клубу Campeonato Brasileiro Série A.